# Angle sternal
L'angle sternal ou angle de Louis, est un angle dièdre saillant situé au niveau de la symphyse manubrio-sternale entre le manubrium et le corps du sternum.

## Description
L'angle sternal marque le niveau de la 2e paire de cartilages costaux et correspond au niveau du disque intervertébral entre les vertèbres T4 et T5. Il marque également le début et la fin de la crosse aortique, et la bifurcation de la trachée, vers la gauche et la droite des bronches.
L'angle sternal marque également la frontière entre la partie supérieure et inférieure du médiastin.
Il est totalement ossifié vers l'âge de 30 ans.
L'angle est compris entre 155 et 175 degrés et peut varier en fonction de la variation normale de l'anatomie.

## Anatomie fonctionnelle
Lors de l'inspiration, il permet une certaine mobilité pour permettre l'expansion du thorax et de l'abdomen.

## Aspect clinique
L'angle sternal est un point de repère qui peut aider à placer correctement les électrodes pour un ECG.
N'étant pas ossifié chez les enfants, les atteintes des organes internes sont plus fréquentes que les fractures.

## Paternité
L'angle de Louis est également dénommé en latin : Angulus Ludovici. Cette articulation manubrio-sternale porte le nom patronymique de Louis qui est attaché à la fois à un médecin et chirurgien français du XVIIIe siècle, Antoine Louis (1723-1792) et à un autre médecin du XIXe siècle Pierre-Charles Alexandre Louis qui en analysa les détails au XIXe siècle.